# Пактаево (Горномарийский район)
Пактаево (мар. Пактай) — деревня в Горномарийском районе Марий Эл Российской Федерации. Входит в состав Пайгусовского сельского поселения.
Численность населения — 17 чел. (2014 год).

## География
Располагается в 13 км от административного центра сельского поселения — села Пайгусово.

## История
Марийское название деревни происходит от имени тюркского происхождения Пактай (восходит к персидскому baxt «счастье») одного из первопоселенцев. Впервые упоминается в 1859 году.

## Население
| 2002 | 2010 | 2014 |
| ---- | ---- | ---- |
| 27   | ↘18  | ↘17  |